# Перемир'я Тангу
Перемир'я Тангу (яп. 塘沽協定, Tōko kyōtei, спрощ.: 塘沽协定; кит. трад.: 塘沽協定; піньїнь: Tánggū Xiédìng) — мирна угода, яку 31 травня 1933 року підписали представники Японської імперії та Республіки Китай. Підписання тієї угоди стало підставою для завершення бойових дій, що почались із Мукденського інциденту.

## Передумови
18 вересня 1931 року Квантунська армія вдерлась до Маньчжурії, а в лютому наступного року завершила завоювання регіону. Останнього імператора династії Цін, Пуї, який перебував у вигнанні на концесійній території Тяньцзіня, японці призначили головою нової лялькової Маньчжурської держави. На початку 1933 року японський наступ продовжився, були захоплені Жехе та деякі ділянки Великого китайського муру. Південніше японці висадились на узбережжі у Шанхая, й того разу битва відбувалась на очах представників західних держав. Ліга Націй зажадала припинити бойові дії, Японія спочатку наклала на резолюцію вето, а в березні вийшла з Ліги Націй. У травні японські війська зупинились, не наважуючись порушити заборону імператора Хірохіто висунутись на південь від Великого муру.

## Перемовини
22 травня китайська та японська делегації зібрались у Тангу. Японські вимоги були суворими: створення 100-кілометрової демілітаризованої зони на південь від Великого муру від Пекіна до Тяньцзіня, причому Мур мав залишитись під контролем Японії. Хоч гоміньданівським військам не дозволялось з'являтись у тій зоні, японські літаки-розвідники змогли би пролітати над нею для перевірки додержання китайцями умов угоди. Стежити за порядком на тій території мав озброєний легкою стрілецькою зброєю «Корпус збереження миру в демілітаризованій зоні». У двох секретних пунктах договору йшлося про таке:
- до Корпусу не можуть вступати колишні солдати антияпонських формувань;
- питання, які не зможе вирішити Корпус, мають розв'язуватись перемовинами сторін.

Делегація гоміньданівського уряду, котрий більше переймався війною з комуністами, ніж з японцями, погодилась на всі умови останніх.

## Наслідки

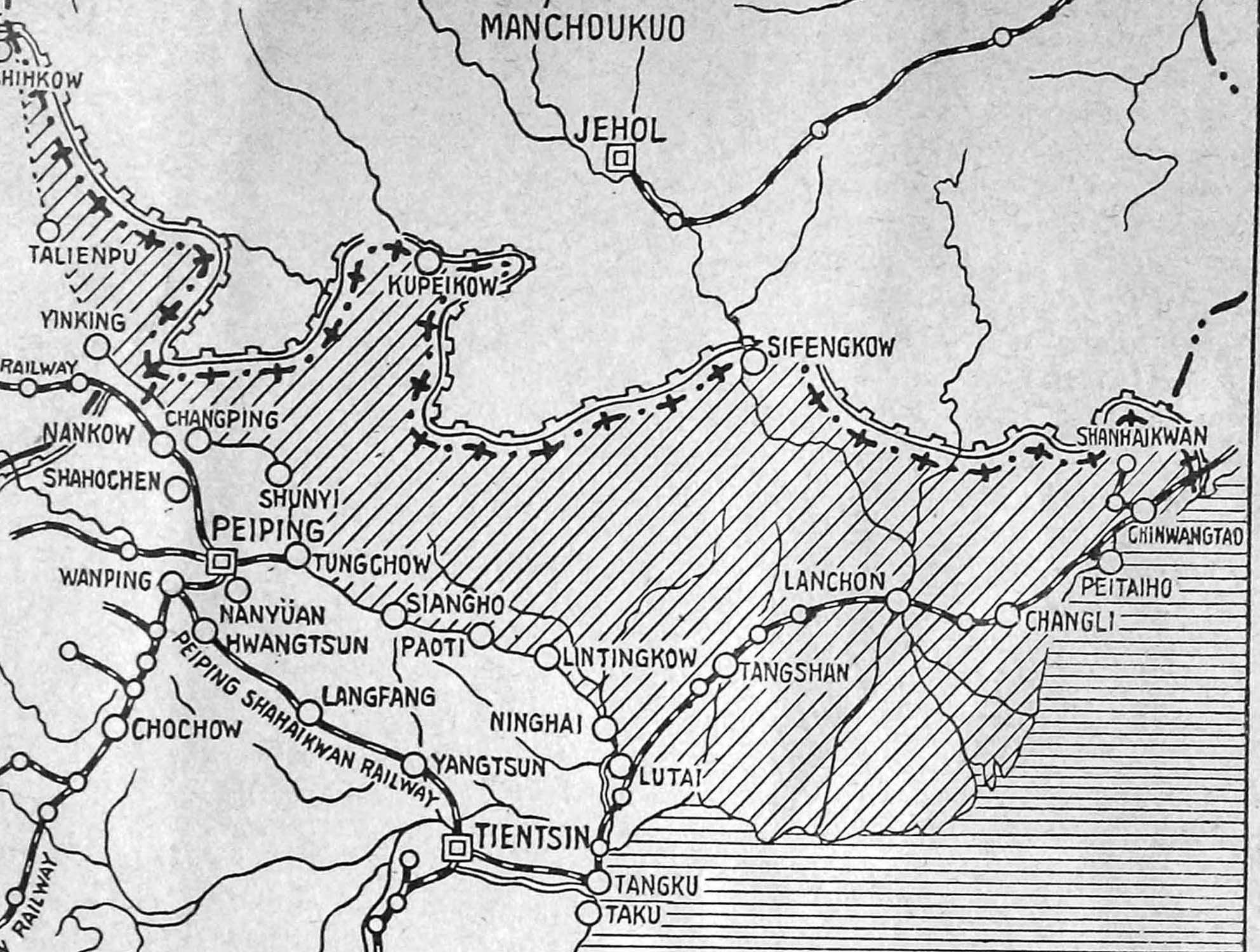
Із заштрихованих територій відповідно до умов перемир'я мали бути виведені китайські війська

В результаті укладеного перемир'я, Гоміньдан фактично визнав незалежність Маньчжурської держави та втрату Жехе. Воно передбачало припинення боротьби між Японією й Китаєм, і якийсь час це сприяло нормалізації їхніх відносин. 17 травня 1935 року статус японського представництва в Китаї було підвищено до посольства, а 10 червня було укладено угоду Хе—Умедзу. Перемир'я Тангу дало можливість Чан Кайші сконцентрувати свої війська проти комуністів, хоч і за рахунок втрати північного Китаю.
Тим не менше, китайська громадськість ворожо сприйняла принизливий для Китаю та сприятливий для Японії мирний договір. Незважаючи на перемир'я та створення буферної зони, Японія продовжувала територіальну експансію в Китаї, що 1937 року призвело до нової війни.